# AN/TPQ-36

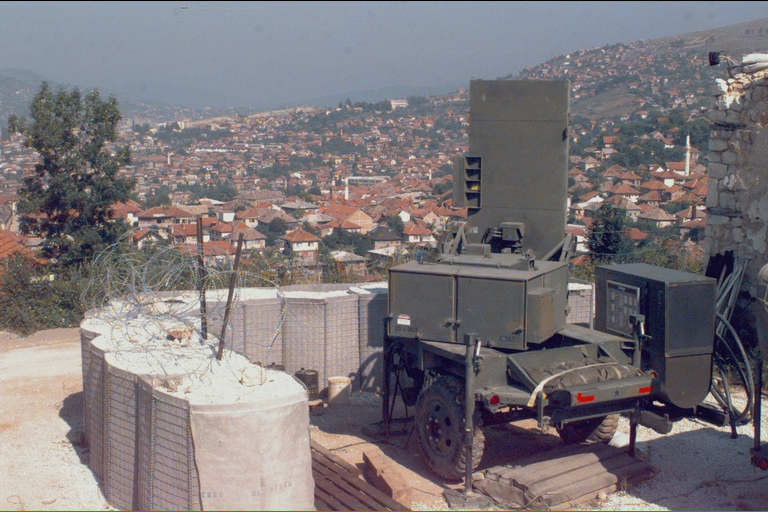
AN/TPQ-36

AN/TPQ-36是1970年代中后期由休斯飞机公司研制、诺斯洛普·格鲁门和ThalesRaytheonSystems公司制造的机动雷达系统。1982年5月，該雷達系統已基本具备實戰能力。该系统實際上是一种迫击炮定位雷达，專門用來探测和跟踪遠處發來的迫击炮、火炮和火箭弹，並確定炮彈來源的位置。目前美国陆军、美国海军陆战队、澳大利亞陸軍、葡萄牙陆军、土耳其陆军和乌克兰武装部队正使用這套雷達系統。